# خلية توتون العملاقة
خلايا توتون العملاقة (الاسم العلمي: Touton giant cells) هي نوعٌ من الخلايا العملاقة متعددة النوى التي تُشاهد في الآفات ذات المحتوى العالي من الليبيد، مثل النخر الدهني والورم الأصفر واللويحة الصفراء والورم الحبيبي الأصفر. تُوجد أيضًا في الورم الليفي الجلدي الحميد.

## التاريخ
سُميَّت هذه الخلايا نسبةً إلى عالم النبات وأخصائي الجلدية الألماني كارل توتون [الإنجليزية]. لاحظ كارل هذه الخلايا للمرة الأولى عام 1885 وأطلق عليها اسم "الخلايا العملاقة اللويحية الصفراء" (بالإنجليزية: xanthelasmatic giant cells)‏، وهو الاسم الذي لم يعتد مستعملًا منذ ذلك الوقت.

## المظهر
يمكن تمييز خلايا توتون العملاقة، كونها خلايا عملاقة متعددة النوى، بوجود عدة نوى في نمطٍ متميز. تحتوي على حلقةٍ من النوى المحيطة بسيتوبلازم متجانس مركزي، في حين أنَّ السيتوبلازم الرغوي يحيط بالنواة. وُصف السيتوبلازم المحاط بالنوى بأنه مزدوج التلون ويوزيني، في حين أنَّ السيتوبلازم بالقرب من محيط الخلية شاحب ورغوي المظهر.

## الأسباب
تتشكل خلايا توتون العملاقة عن طريق اندماج الخلايا الرغوية المشتقة من البلاعم. وقد اقترح أنَّ السيتوكينات مثل إنترفيرون غاما وإنترلوكين 3 وعامل تحفيز مستعمرات الخلايا الأكولة (M-CSF) قد تشارك في إنتاج خلايا توتون العملاقة.